# Savana xerofila del Kalahari
La savana xerofila del Kalahari è un'ecoregione appartenente al bioma dei deserti e macchia xerofila dell'ecozona afrotropicale; si estende attraverso il Sudafrica nord-occidentale, il Botswana meridionale e la Namibia sud-orientale.
Nonostante si tratti di una zona semi-arida, presenta un'importante varietà di uccelli migratori e di grandi mammiferi, sia erbivori che carnivori.

## Territorio
L'ecoregione della savana xerofila del Kalahari si estende attraverso il Sudafrica nord-occidentale, il Botswana meridionale e la Namibia sud-orientale. Comprende gran parte delle piatte pianure del bacino del Kalahari, interrotte a sud da lunghe dune di sabbia parallele. Le sabbie del Kalahari, comunque, coprono una superficie ben più grande di quella di questa ecoregione, estendendosi dalla Provincia del Capo Settentrionale in Sudafrica alla Repubblica Democratica del Congo, e non vi è ancora un consenso unanime tra gli studiosi su quale sia la loro origine o età. Le sabbie di questa ecoregione hanno una profondità variabile e sono ricoperte prevalentemente da uno strato di caliche. In alcuni punti, lo strato di roccia sotto le sabbie presenta una notevole ricchezza di minerali, come diamanti, rame e carbone. Le sabbie del Kalahari sono generalmente povere di nutrienti. Un sottile strato di ossido di ferro è responsabile del loro colore bruno-rossastro, anche se la lisciviazione dell'acqua nelle aree caratterizzate da maggiori precipitazioni o in prossimità delle saline fa sbiadire tale colore.
Questa ecoregione presenta escursioni termiche estreme. Nel Kalahari meridionale, la temperatura nelle notti invernali può precipitare a -14 °C, mentre sale a 30 °C durante il giorno. Allo stesso modo, in una fredda notte d'estate il termometro può scendere a 5 °C, mentre di giorno può superare i 45 °C. Non c'è niente di mite in questo ambiente ostile. Perfino la pioggia, quando cade, arriva più frequentemente sotto forma di temporali violenti ma brevi. Le precipitazioni sono inoltre notevolmente irregolari e possono variare alquanto anche tra siti posti a pochi chilometri di distanza. I valori medi annui delle precipitazioni diminuiscono procedendo da nord-est a sud-ovest, e variano tra i 150 e i 500 mm. La variabilità inter-annuale delle precipitazioni aumenta dal 25% ad est al 40% ad ovest. La latitudne, l'alta pressione atmosferica e la barriera creata dai Monti dei Draghi, che separano il Kalahari dall'oceano Indiano, sono in gran parte responsabili di questo clima. Anche l'altitudine gioca un ruolo importante, e benché l'ecoregione si presenti ad altitudini comprese tra 600 e 1600 metri, la maggior parte di essa si trova al di sopra dei 1000 metri.

## Flora
Le dune del Kalahari sono di un bel rosa carico, rosse o a volte quasi marroni, a seconda del loro grado di ossidazione; ciascuna ha sulla cresta una striscia di rigide erbe, soprattutto Eragrostis e Aristida. Verdi quando piove, costituiscono per brevi periodi un buon cibo per gli animali, divenendo biancastre durante i periodi di siccità. Sui fianchi delle dune crescono bassi cespugli spinosi, a distanze regolari; nei tratti liberi, ma sempre un po' distanziati dai cespugli, crescono piccoli ciuffi di erbe rigide dalle radici molto profonde; nei punti più bassi, ma a volte anche più in alto, vivono grossi alberi, soprattutto Acacia erioloba e A. haematoxylon, dal legno molto duro e pesante. Sul fondo delle piatte valli che separano le dune le une dalle altre, crescono piante grasse.
Si può viaggiare per miglia e miglia nel Kalahari senza trovare zone completamente desertiche: anzi, in certi punti, sembra di essere in un parco. Gli alberi, le erbe e i cespugli proteggono il terreno dal vento e benché la sabbia sulle creste delle dune venga sollevata in aria, questi mulinelli non hanno nulla a che vedere con le terribili tempeste di sabbia del Sahara o le dune «fumanti» del Namib. I cespugli sono coperti di foglie, e le grandi acacie producono baccelli che servono di cibo gli animali. I meloni tsamma (Citrullus caffer), i cetrioli degli orici (Acanthosicyos naudinianus) e i cetrioli selvatici (Cucumis africanus) costituiscono importanti fonti d'acqua e di cibo sia per gli uomini che per gli animali. La ricchezza di specie vegetali per unità di superficie nella savana xerofila del Kalahari è tra le più basse di tutte le ecoregioni dell'Africa meridionale e si stima che meno del 3% delle piante sia endemico.

## Fauna
Anche tra gli animali gli endemismi sono scarsi: nel Kalahari non ci sono uccelli endemici, ma solamente tre quasi endemici, solo un anfibio quasi endemico, un rettile endemico (Acontias gariepensis) assieme a nove rettili quasi endemici e un singolo piccolo mammifero quasi endemico, il ratto fischiante di Brants (Parotomys brantsii). Ciononostante, malgrado gli endemismi siano rari, la diversità di grandi mammiferi ad ogni livello della catena alimentare è straordinaria, soprattutto per un ambiente così oligotrofico e arido. Alcune specie animali sono quasi dei simboli del Kalahari, come l'orice del Capo o gemsbok (Oryx gazella), il passero repubblicano (Philetairus socius) e il leone del Kalahari (Panthera leo).
Sebbene non costituisca un'entità tassonomica a sé stante, il leone del Kalahari presenta particolari adattamenti per sopravvivere in un ambiente così ostile. Vive in gruppi relativamente piccoli, occupa territori più grandi e caccia prede più piccole con maggiore frequenza dei leoni che vivono in zone più umide, anche se le prede di maggiori dimensioni, soprattutto gli orici, rappresentano ancora la massa maggiore del cibo ingerito. Esso differisce dai suoi simili anche nell'aspetto: raggiunge un'altezza maggiore alla spalla, ha una costituzione più leggera e molti maschi presentano una criniera nera. Così come il leone, anche gli altri animali della savana xerofila del Kalahari mostrano una serie di adattamenti a questo ambiente arido. Mentre l'orice è straordinariamente adattato dal punto di vista fisiologico, gli impressionanti nidi comunitari del passero repubblicano (lunghi fino a 6 metri e alti 2, che possono pesare fino a 1000 chili e ospitare anche 300 uccelli) sono così ben termoisolati da respingere praticamente le temperature estreme dell'aria esterna.
Oltre al leone del Kalahari, l'ecoregione ospita una gamma impressionante di grandi predatori, soprattutto all'interno delle aree protette. Tra questi figurano il ghepardo (Acinonyx jubatus), il leopardo (Panthera pardus), la iena macchiata (Crocuta crocuta) e bruna (Parahyaena brunnea) e il licaone (Lycaon pictus). Straordinaria è anche la varietà dei piccoli carnivori; troviamo infatti il protele (Proteles cristata), il caracal (Caracal caracal), lo sciacallo dalla gualdrappa (Canis mesomelas), il ratele o tasso del miele (Mellivora capensis), il gatto selvatico africano (Felis lybica), il gatto dai piedi neri (Felis nigripes), la zorilla (Ictonyx striatus), la genetta comune (Genetta genetta), l'otocione (Otocyon megalotis), la volpe del Capo (Vulpes chama), il suricato (Suricata suricatta) e tre specie di mangusta, striata (Mungos mungo), sanguinea (Herpestes sanguineus) e gialla (Cynictis penicillata).
Tra i rapaci vivono qui il serpentario (Sagittarius serpentarius), alcune aquile, tra le quali l'aquila marziale (Polemaetus bellicosus), diversi gufi, compreso il gufo di Verreaux (Bubo lacteus), e tutta una serie di falchi, astori, gheppi e nibbi. Tra i rettili predatori sono presenti il boomslang (Dispholidus typus), il cobra del Capo (Naja nivea), la vipera soffiante (Bitis arietans) e il varano delle rocce (Varanus albigularis), nonché gechi, lucertole e scinchi. Come in molte altre zone aride, gli anfibi non sono particolarmente ricchi di specie, ma tra queste figura la rana toro gigante (Pyxicephalus adspersus), dalla dieta molto varia, costituita da piccoli uccelli, roditori, rettili e insetti. In questa ecoregione è presente anche un certo numero di scorpioni, in particolar modo appartenenti alle famiglie Scorpionidae e Buthidae. Essi catturano soprattutto insetti, ma spesso le specie di quest'ultima famiglia non disdegnano i loro cugini meno velenosi.
Nonostante il ghepardo sia il più veloce predatore terrestre (in grado di raggiungere velocità di 100 km all'ora), ha una struttura leggera e un'indole timida che ne fanno una specie subordinata ad altri carnivori, che spesso si impadroniscono delle sue prede. Per evitare che questo accada, il ghepardo va a caccia generalmente durante il giorno, quando la maggior parte dei suoi competitori è inattiva. La sua preda principale è l'antilope saltante (Antidorcas marsupialis), ma quando questa è scarsa può catturare anche esemplari giovani o malati di alcelafo (Alcelaphus buselaphus), orice e gnu (Connochaetes taurinus), così come, tra gli altri, silvicapre (Sylvicapra grimmia) e lepri saltatrici (Pedetes capensis).
Quando le antilopi sono più scarse, gli istrici (Hystrix africaeaustralis) diventano una delle prede più importanti per i leoni del Kalahari: numericamente possono costituire fino al 32% delle prede abbattute in un anno da questi felini. Tuttavia, i terribili aculei dell'istrice possono dare del filo da torcere anche ai leoni: nel caso non possano essere rimossi dalla pelle, possono causare infezioni gravi e persino fatali. Nei periodi di carestia, comunque, quando il menu è più limitato, gli istrici forniscono un pranzo ricco di grassi.
Gli ungulati del Kalahari hanno sviluppato strategie riproduttive che riducono al minimo il rischio di predazione per i piccoli. Le femmine di gnu e di antilope saltante partoriscono tutte nel giro di una o due settimane le une dalle altre. Tenuto conto del fatto che i giovani sono più vulnerabili soprattutto nel loro primo mese di vita e che la maggior parte dei predatori sono creature territoriali (quindi presenti solo in numero limitato) che mangiano solo fino a quando sono sazie, le possibilità di sopravvivenza di ogni piccolo sono molto più alte se le nascite sono sincrone e non sfalsate.

## Conservazione
Circa il 18% dell'ecoregione è protetto e la collaborazione tra Botswana e Sudafrica consente la libera circolazione transfrontaliera agli animali (e ai turisti). Dagli anni '60, la principale minaccia per la fauna selvatica è stata la costruzione di barriere per le esigenze dell'agricoltura e dell'allevamento. Ciò ha comportato un calo significativo del numero di animali, poiché alcune specie, meno adattate rispetto ad altre all'aridità, migrano quando mancano cibo e acqua. Dopo l'estrazione mineraria, l'agricoltura è il secondo settore economico più importante in Botswana e i pascoli recintati per gli animali domestici sono numerosi. Il licaone, in pericolo di estinzione, è la specie più minacciata, a causa della diminuzione delle sue prede e della caccia di cui è vittima.